# Polyporus trametoides
Polyporus trametoides är en svampart som beskrevs av Corner 1984. Polyporus trametoides ingår i släktet Polyporus och familjen Polyporaceae.   Inga underarter finns listade i Catalogue of Life.